# Mercedes-Benz W169
W169 è la sigla di progetto di un'autovettura di fascia premium prodotta dal 2004 al 2012 dalla Casa automobilistica tedesca Mercedes-Benz e corrispondente alla seconda generazione della cosiddetta Classe A.

## Storia e profilo

### Genesi
La seconda serie della Classe A viene realizzata partendo da un progetto che ha preso via via forma durante i primissimi anni del nuovo secolo. Le specifiche dettate in proposito parlavano di maggiori dimensioni per migliorare l'abitabilità interna, di maggior sicurezza e di migliori finiture, anche perché nel corso degli anni che hanno visto evolversi la carriera della W168 (vale a dire la prima generazione della Classe A) i gusti e le esigenze della clientela sono diventati sempre più difficili da soddisfare.
Sulle prime si voleva partire dal classico tradizionale corpo vettura di tipo monovolume per dare origine in seguito anche ad altre varianti, una delle più particolari delle quali avrebbe dovuto essere una cabriolet. Inoltre, avrebbe dovuto esserci anche la possibilità di avere la vettura anche con trazione integrale. In seguito, però, tutte queste novità e possibili variazioni sul tema vennero scartate. Siamo a questo punto nella seconda metà del 2003: l'unica novità presa in considerazione, e portata di fatto alla sua concretizzazione, fu la possibilità di scegliere tra un corpo vettura a tre o a cinque porte, mentre venne cancellata la versione a passo lungo.

### Debutto
Le prime foto ufficiali della seconda generazione della Classe A vengono diffuse a metà del 2004 dalla stampa specializzata. Inoltre, la vettura fa la sua apparizione al Salone di Parigi dello stesso anno: contemporaneamente si cominciano ad accettare le ordinazioni. La seconda generazione viene proposta inizialmente solo con carrozzeria a cinque porte.
L'automobile fu introdotta sul mercato con un tour di quattro giorni, in sette Stati, terminato a Milano, nel Castello Sforzesco, dove tutte le unità furono ricevute con svariate personalità della musica, della moda e del cinema. La campagna pubblicitaria americana incluse spot televisivi con Christina Aguilera, Giorgio Armani e Boris Becker. In particolare, lo stilista presentò una sfilata di moda, mentre la cantante pop si esibì in una performance live della canzone Hello, scritta appositamente per l'occasione.

#### Linea ed interni
Pochi sono i punti in comune con la precedente Classe A: esteticamente il più appariscente (e quasi scontato) è costituito dall'impostazione della carrozzeria, nuovamente di tipo monovolume, ma per il resto cambia tutto. La Classe A W169 è più lunga e più larga del precedente modello, mentre l'altezza non ha subito grosse variazioni. Stilisticamente, la vettura appare più elegante, ma anche più aggressiva. Le linee tondeggianti della W168 hanno lasciato il posto a giochi di curve e spigoli. Il frontale denota già un look più aggressivo dato dai nuovi fari a goccia posti ai lati della calandra trapezoidale con due listelli sottili al centro ed altri due più spessi sui lati superiore ed inferiore a fare da cornice alla calandra stessa. Un'altra caratteristica che si nota osservando il frontale sta nell'allargamento dei passaruota, un particolare che dona grinta alla vettura, ma che è stato voluto anche per permettere l'allargamento delle carreggiate e contribuire a rendere più stabile la vettura.
La vista laterale evidenzia innanzitutto la particolare superficie vetrata, simile per alcuni versi a quella della serie precedente, specie nella zona posteriore, ma anche differente per via del fatto che il lunotto questa volta non penetra prepotentemente nella linea della fiancata, quest'ultima resa più elegante e decisa da una nervatura longitudinale che parte dal parafanghi anteriore ed attraversa la vettura passando appena sotto le maniglie delle portiere, per spegnersi in corrispondenza del faro posteriore. Ed ancora, dalla vista laterale è possibile notare gli specchietti retrovisori con frecce integrate, mentre tornando alla zona posteriore si nota che il lunotto, sebbene meno invadente, è in ogni caso più grande come dimensioni e dalla fiancata se ne può comunque scorgere una piccola parte che fa capolino congiuntamente al profilo del faro posteriore in modo da formare assieme ad esso un elemento di forma triangolare che rende più particolare la vista laterale della W169. Ciò che desta qualche perplessità sta nell'accoppiamento dei lamierati, che spesso denotano un gioco rilevante.

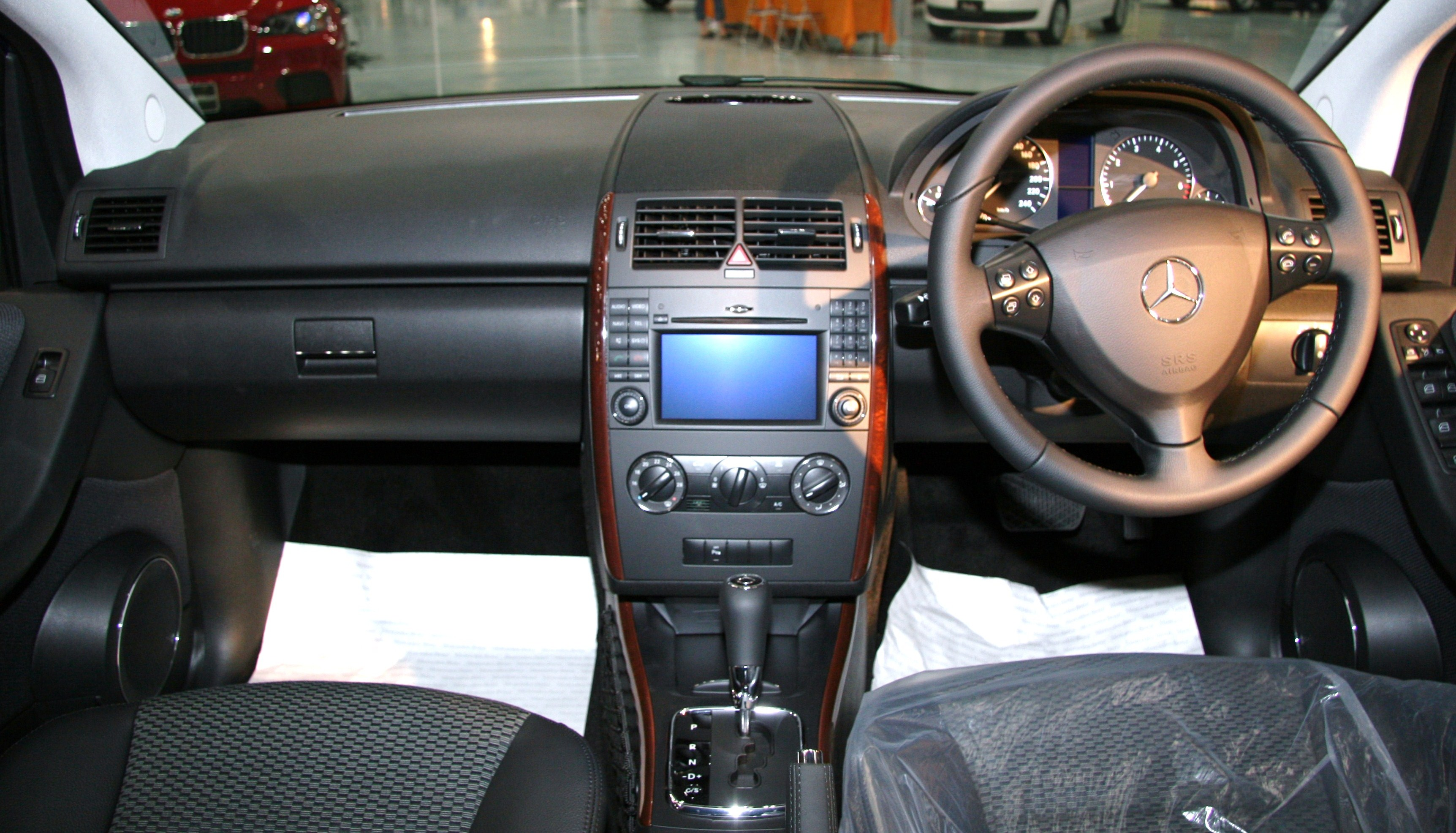
Il posto guida di una W169 destinata al mercato inglese

L'abitacolo è più spazioso di quello del precedente modello: ciò è stato possibile, come già detto, grazie al sensibile aumento di dimensioni, sia in lunghezza che in larghezza, ma anche grazie al ridisegnamento dei componenti dell'arredamento, che ora occupano meno volume interno e ne lasciano di più a disposizione degli occupanti. Persino i montanti, più sottili permettono una maggior superficie vetrata e quindi una maggior luminosità interna, nonché una maggior visibilità da parte del conducente. In generale, l'ambiente interno della W169 ricorda per molti versi quello delle contemporanee W203 (Classe C) e W211 (Classe E). Qui l'eleganza regna sovrana: plancia, cruscotto e consolle centrale sono caratterizzati da inserti in alluminio e cromati che si intonano benissimo con il disegno delle tre componenti fondamentali del posto guida. Elegante il disegno del volante multifunzione, così come quello della consolle centrale, non esageratamente piena di tasti e corredata da un display di facile lettura. Una delle caratteristiche salienti della W169 sta nell'ampia modularità: il divano posteriore è infatti abbattibile o anche frazionabile, permettendo di avere diverse configurazioni di capienza bagagli. In ogni caso, quest'ultima parte da un minimo di 435 litri, per arrivare a ben 1.995 in caso di divano completamente abbattuto. La struttura a sandwich della W169 (ripresa da quella della serie precedente) permette inoltre la presenza di un doppio fondo la cui capienza integra quella del normale vano bagagli.

#### Struttura e meccanica

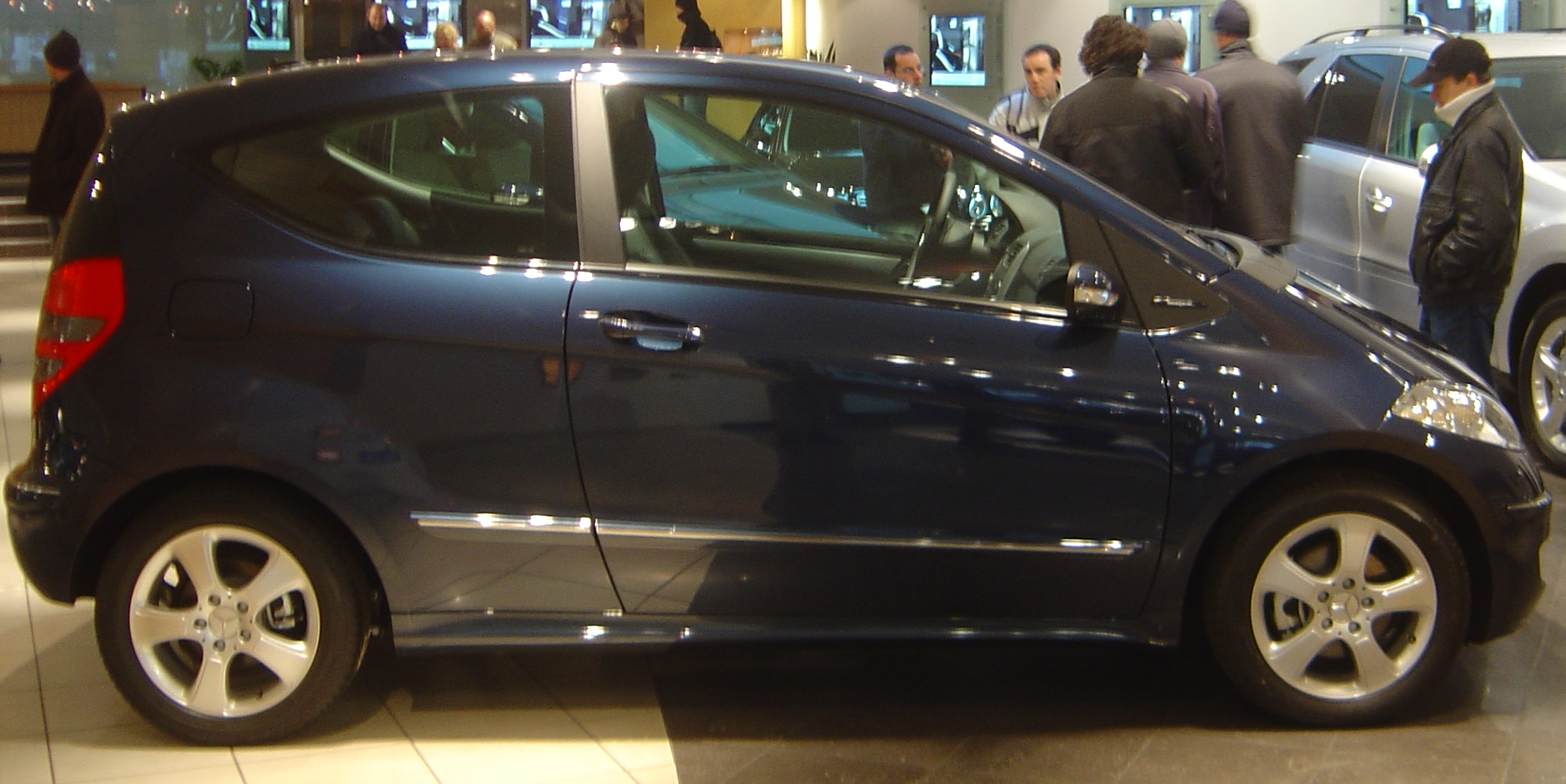
Vista laterale di una W169

La W169 riprende dalla precedente W168 la struttura del "pianale a sandwich", la quale, molto raffinata e costosa, prevede un'intercapedine tra il pianale stesso ed il pavimento dell'abitacolo. In questo modo, in caso di impatto frontale, il motore ed il cambio, opportunamente montati, scivolano nell'intercapedine in modo da non correre il rischio che penetrino nell'abitacolo con gravi conseguenze per il conducente ed il passeggero anteriore. Cambiano solo le dimensioni di tale pianale, dimensioni adattate al corpo vettura più grande.
Per il resto, la seconda generazione della Classe A propone diverse novità, a partire dallo schema della sospensione posteriore che si avvale di un Ponte De Dion fissato alla scocca mediante uno snodo elastico e due tiranti che simulano un parallelogramma di Watt, i quali controllano la convergenza durante il rollio della vettura, l'avantreno resta di tipo MacPherson con un braccio triangolare trasversale. Ma una delle più grandi novità sul fronte sospensioni sta nell'arrivo degli ammortizzatori selettivi, ossia un sistema di ammortizzatori autoadattativi, a seconda delle condizioni della strada e dello stile di guida del conducente, che non fanno uso alcuno di elettronica, ma si basano su un by-pass che permette o meno la libera circolazione dell'olio attraverso gli ammortizzatori, determinandone il grado di rigidità. Tale sistema viene impiegato per la prima volta in campo automobilistico.
Ed ancora altre novità si hanno nel sistema frenante, non più di tipo misto come nella W168, ma con dischi su tutte e quattro le ruote. Completano tale quadro, la ovvia presenza dell'ABS e del ripartitore di frenata, ma anche dell'ASR e dell'ESP.
Il servosterzo utilizzato è di tipo elettromeccanico ed ha funzione parametrica, che regola cioè la propria incidenza in base alla velocità di marcia.

#### Motorizzazioni
Al suo debutto, la gamma W169 era già abbastanza completa, tanto che nel corso degli anni avrebbe subito solo pochi aggiornamenti degni di nota. La gamma motori era composta inizialmente da tre unità a benzina (della famiglia M266) ed altrettante a gasolio (appartenenti invece alla famiglia (OM640):
- A150 (dal 2009 A160 BlueEfficiency): 1498 cm³ a benzina da 95 CV;
- A170 (dal 2009 A180 BlueEfficiency): 1699 cm³ a benzina da 116 CV;
- A200: 2034 cm³ a benzina da 136 CV;
- A160 CDI: 1991 cm³ turbodiesel common rail da 82 CV;
- A180 CDI: 1991 cm³ turbodiesel common rail da 109 CV;
- A200 CDI: 1991 cm³ turbodiesel common rail da 140 CV.

Quindi, le tre unità diesel sono in realtà un unico motore, ma declinato in tre livelli di potenza.
Per quanto riguarda la trasmissione, le tre versioni a benzina e quella a gasolio di potenza inferiore sono abbinate ad un cambio manuale a 5 marce, mentre le due versioni turbodiesel da 109 e 140 CV montano invece un cambio manuale a 6 marce.

#### Allestimenti
La W169 era disponibile al suo debutto in quattro livelli di allestimento, tre dei quali portavano la stessa denominazione di quelli previsti a suo tempo per la serie precedente, e cioè: Classic, Elegance ed Avantgarde. Questi livelli di allestimento erano anche abbastanza simili a quelli della W168, ma con alcune novità per ognuno, vale a dire:
- Classic: fasce paraurti in tinta con la carrozzeria ed impugnatura del portellone di color nero opaco;
- Elegance: ha le stesse caratteristiche che differenziavano la W168 Elegance dagli altri due livelli di allestimento, cioè finiture in legno cerchi in lega, fendinebbia e vetri elettrici posteriori;
- Avantgarde: griglia del radiatore nera lucida con listelli cromati, specchietti retrovisori in tinta, maniglie in tinta con listelli cromati, terminale di scarico ovale cromato, proiettori poliellisoidali al posto dei classici fari anteriori, maniglia del portellone cromata, cerchi in lega di serie, fasce paraurti in tinta con listelli cromati.

Il quarto livello era denominato Classic Basic, ed era previsto unicamente in abbinamento al motore 1.5 a benzina o 2 litri turbodiesel da 82 CV. Tale livello di allestimento era ancor più semplificato di quello del livello Classic e tra l'altro era l'unico a non prevedere i cerchi in lega, ma i più economici cerchi in acciaio con copricerchi.

#### Dotazione di serie
La dotazione di serie della serie W169 è buona anche se migliorabile, visto che accessori come l'antifurto e l'autoradio avrebbero dovuto far parte del corredo di serie fin dal livello Classic. In ogni caso, tutte le W169 uscivano di fabbrica fin dal debutto con: ABS, ESP, chiusura centralizzata, climatizzatore, retrovisori esterni elettrici, divano sdoppiabile, vetri elettrici anteriori, volante multifunzione regolabile.

Per quanto riguarda cerchi e pneumatici, la gamma W169 montava le seguenti misure:
- 185/65 R 15 (allestimento "Classic")
- 185/65 R 15 (allestimento "Elegance")
- 195/55 R 16 (allestimento "Avantgarde").

La lista optional prevedeva per tutte le versioni: airbag laterali posteriori, airbag per la testa, antifurto, autoradio, fari allo xeno direzionali ed autoadattativi, navigatore satellitare e sensori di parcheggio.
Sono inoltre disponibili pacchetti di accessori, come quello che include i fari allo xeno ed i lavafari, o quello che prevede un sistema multimediale composto da lettore CD e navigatore APS.

### Evoluzione

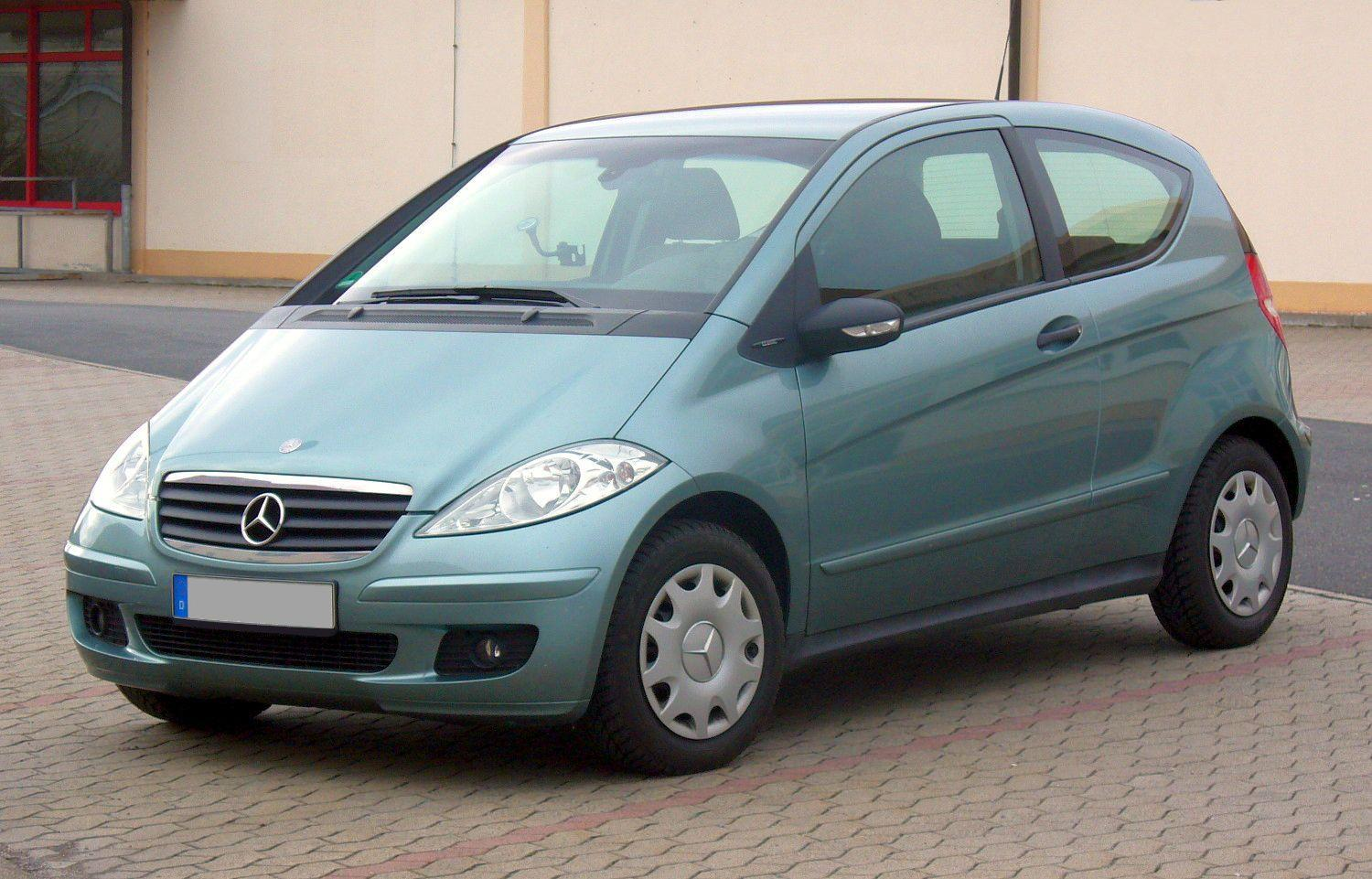
La W169 a 3 porte, indicata anche con la sigla C169

Un paio di mesi dopo il lancio, la lista optional è stata arricchita con l'arrivo di un cambio automatico CVT a variazione continua. Nello stesso periodo (siamo alla fine del 2004), la gamma viene ampliata con l'arrivo della versione a 3 porte, che la Casa ha denominato Coupé, anche se a rigor di logica, ed usando un termine desueto in campo automobilistico, sarebbe più appropriato definirla Coach. In ogni caso, la linea era resa più dinamica proprio dalla presenza delle sole tre porte.
A metà del giugno 2005, la gamma subisce alcuni aggiornamenti di dettaglio, come la modifica del contagiri da due ad una sola cifra, l'introduzione degli attacchi Isofix, del tetto panoramico in cristallo e del filtro antiparticolato per le versioni diesel. Viene inoltre proposto un nuovo pacchetto Sport, disponibile solo per i due allestimenti più ricchi. Nello stesso periodo viene introdotta la A200 Turbo, che in pratica è la variante sovralimentata della A200. Un turbocompressore porta la potenza a 193 CV.
Nel 2006 viene introdotta la versione speciale Polar star, mentre nel settembre del 2007 è la volta della versione speciale Edition 10, celebrativa dei primi 10 anni di Classe A.
Nel 2008 arriva il restyling: frontalmente vengono ridisegnati i fari anteriori, la calandra ed i paraurti. Anche posteriormente si hanno variazioni al disegno dei gruppi ottici e del paraurti. Nell'abitacolo vengono utilizzati nuovi tessuti per la selleria e viene montato un nuovo portabevande tra i sedili anteriori. Le versioni più ricche usufruiscono anche del "park assist", che individua automaticamente una zona in cui parcheggiare l'auto ed effettua automaticamente le sterzate necessarie per la manovra di parcheggio.

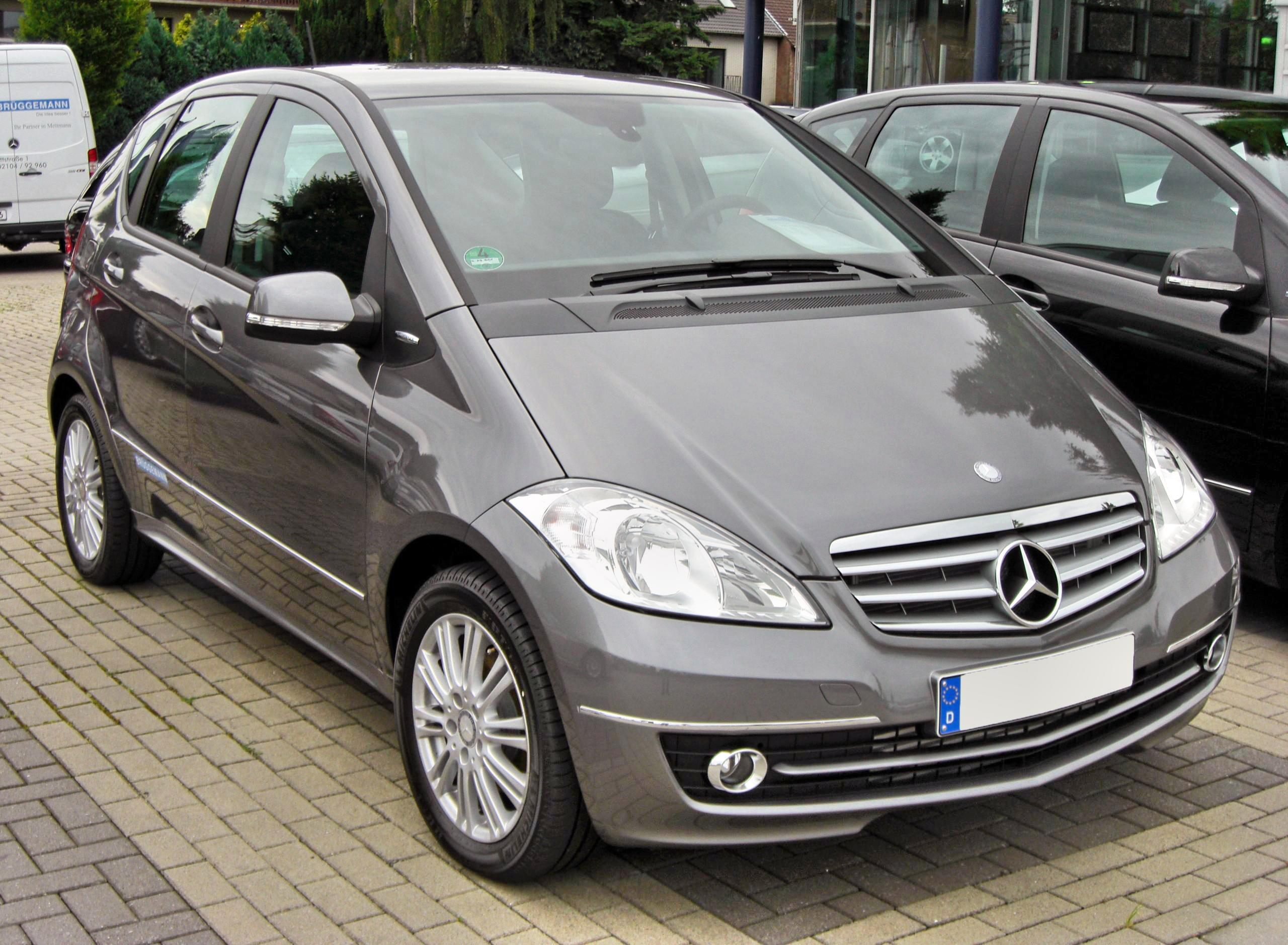
Una W169 dopo il restyling del 2008

Nell'autunno del 2008, viene introdotto il pacchetto BlueEFFICIENCY, volto a ridurre i consumi grazie ad alcune modifiche al frontale, che ne migliorano la penetrazione aerodinamica, e soprattutto grazie al sistema Start/Stop, che spegne automaticamente il motore in caso di sosta al semaforo o in coda e lo riavvia al momento di ripartire. Tale pacchetto è previsto per le versioni A150, A170 ed A160 CDI. Quest'ultima, non prevista nella versione a 5 porte, comprende nel pacchetto anche il recupero di energia in frenata.
Nel 2009, la gamma subisce nuove rivisitazioni: la A150 diventa A160, mentre la A170 cambia denominazione in A180. Il pacchetto BlueEFFICIENCY diventa di serie per queste versioni e per la A160 CDI sempre che mantengano il cambio manuale e stavolta, però, indistintamente sulle versioni a 3 o a 5 porte.
Nel 2010, la versione Coupé viene tolta di produzione da alcuni mercati perché meno richiesta: rimane in listino solo la versione a 5 porte. In Italia, però, la 3 porte rimane ancora in listino. Nello stesso anno, vengono introdotti nuovi livelli di allestimento: Executive, Style e Premium. Le versioni più ricche sono assai lussuose: la Style comprende l'impianto hi-fi con lettore CD/MP3, gli inserti in legno e la selleria in pelle e tessuto, così come in pelle sono il volante e la cuffia cambio. La versione Premium è simile alla Style, ma con gli inserti in alluminio al posto di quelli in legno ed il navigatore satellitare in più.
Nel mese di marzo del 2012, al Salone di Ginevra, è stata presentata la terza generazione della Classe A, un modello completamente nuovo, anche come impostazione della carrozzeria, non più monovolume, ma da classica berlina a due volumi di segmento C. Il mese seguente, ad aprile, è cessata la produzione della W169. Ma la piccola monovolume è rimasta ugualmente in listino per permettere ai punti vendita di smaltire le scorte. A causa della grave recessione automobilistica che ha colpito l'Europa già da qualche anno, ciò è stato possibile solo nel giro di quasi un anno. In molti mercati la vettura sarebbe uscita dai listini solo nei primi mesi dell'anno seguente.

### Riepilogo caratteristiche
Di seguito vengono riportate le caratteristiche delle varie versioni previste per la gamma W169
| Modello                 | Sigla telaio | Motore                     | Cilindrata cm³ | Potenza CV/rpm | Coppia Nm/rpm  | Cambio/ N°rapporti | Massa a vuoto (kg) | Velocità max | Acceler. 0–100 km/h | Consumo (l/100 km) | Emissioni CO2 | Anni di produzione |
| Versioni a benzina      |              |                            |                |                |                |                    |                    |              |                     |                    |               |                    |
| A150                    | 169.031      | M266E15 (266.920)          | 1498           | 95/5200        | 140/ 3500-4000 | M/5                | 1.225              | 175          | 12"6                | 6.3                | 148           | 2004-09            |
| A160 BlueEFFICIENCY     | 169.031      | M266E15 (266.920)          | 1498           | 95/5200        | 140/ 3500-4000 | M/5                | 1.170              | 175          | 12"6                | 6.3                | 139           | 2009-12            |
| A170                    | 169.032      | M266E17 (266.940)          | 1699           | 116/5500       | 155/ 3500-4000 | M/5                | 1.240              | 188          | 10"9                | 6.7                | 157           | 2004-09            |
| A180 BlueEFFICIENCY     | 169.032      | M266E17 (266.940)          | 1699           | 116/5500       | 155/ 3500-4000 | M/5                | 1.165              | 188          | 10"9                | 6.5                | 146           | 2009-12            |
| A200                    | 169.033      | M266E20 (266.960)          | 2034           | 136/5500       | 185/ 3500-4000 | M/5                | 1.270              | 200          | 9"8                 | 7.2                | 172           | 2004-12            |
| A200 Turbo              | 169.034      | M266KE20LA (266.980)       | 2034           | 193/5000       | 280/ 1800-4850 | M/6                | 1.230              | 228          | 7"5                 | 7.9                | 186           | 2005-12            |
| Versioni diesel         |              |                            |                |                |                |                    |                    |              |                     |                    |               |                    |
| A160 CDI                | 169.006      | OM640DE20LA red. (640.942) | 1991           | 82/4200        | 180/ 1400-2600 | M/5                | 1.325              | 170          | 15"                 | 4.9                | 128           | 2004-09            |
| A160 CDI BlueEFFICIENCY | 169.006      | OM640DE20LA red. (640.942) | 1991           | 82/4200        | 180/ 1400-2600 | M/5                | 1.225              | 170          | 15"                 | 4.5                | 119           | 2009-12            |
| A180 CDI                | 169.007      | OM640DE20LA (640.940)      | 1991           | 109/4200       | 250/ 1600-2600 | M/6                | 1.270              | 186          | 10"8                | 5.2                | 137           | 2004-12            |
| A200 CDI                | 169.008      | OM640DE20LA (640.941)      | 1991           | 140/4200       | 300/ 1600-3000 | M/6                | 1.290              | 201          | 9"5                 | 5.4                | 141           | 2004-12            |